# Steinhausen (Bad Schussenried)
Steinhausen ist ein Teilort der Stadt Bad Schussenried im Landkreis Biberach in Oberschwaben. Bekannt geworden ist der Ort durch seine Wallfahrtskirche am Südostfuß einer Altmoräne.

## Geschichte
Steinhausen liegt am östlichen Ende des Steinhauser Rieds im Quellgebiet der Schussen. Der Ortsname mit der Endung auf -hausen verweist auf eine alemannische Besiedlung in der Merowinger-Zeit. Eine erste urkundliche Erwähnung lässt sich im Jahre 1239 nachweisen. Am 17. Februar 1365 veräußerte Schenk Hermann von Winterstetten zu Otterswang Einwohner, Vogtei, Gerichtshoheit, Wälder, Wiesen, Gärten, Häuser, Mühlen, Gasthaus und Fischereirechte an das Kloster Schussenried für 800 Pfund Heller. Schon am 27. Juli 1363 hatte das Kloster von Dietrich von Rammingen zu Schwarzach für 250 Pfund Heller eine Kirche in Steinhausen erworben.
siehe auch Burg Steinhausen
In den folgenden 408 Jahren gehörte der Ort zum Kloster. Im Jahre 1726 ließ Abt Didacus Ströbele die Kirche in barocker Bauweise neu errichten.
1803 fiel das Stiftsgebiet samt Steinhausen an die Grafen Sternberg-Manderscheid, 1806 an das Königreich Württemberg. Zunächst gehörte Steinhausen zum Oberamt Waldsee, 1938 wurde die Gemeinde in den Landkreis Biberach eingegliedert. Mit der Verwaltungsreform vom 1. Januar 1972 verlor Steinhausen (amtlicher Name Steinhausen bei Schussenried) seine Selbstständigkeit und wurde nach Bad Schussenried eingemeindet.

## Kultur und Sehenswürdigkeiten

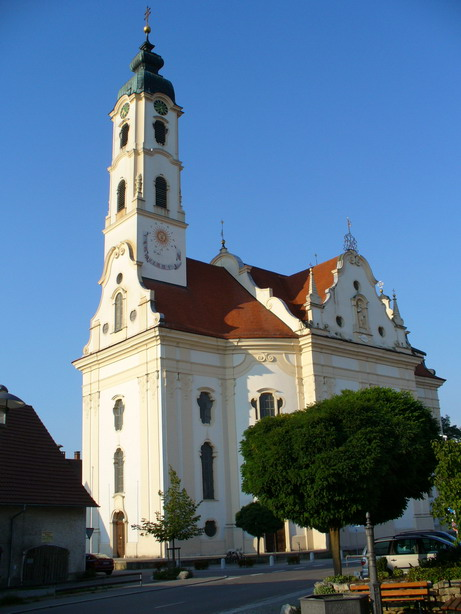
Wallfahrtskirche Unserer Lieben Frau (2005)

- Die Wallfahrtskirche Steinhausen wurde 1728–1731 von Dominikus Zimmermann und seinem Bruder Johann Baptist Zimmermann erbaut.
- Alljährlich finden Konzerte in der Wallfahrtskirche Steinhausen statt.
- Das Steinhauser Wallfahrtsmuseum befindet sich in der Alten Schmiede.
- Durch das Dorf führt der Oberschwäbische Jakobsweg von Ulm nach Konstanz.[2]

## Bauwerke
- Landgasthof zur Linde von 1609